# Ennio Quirino Visconti

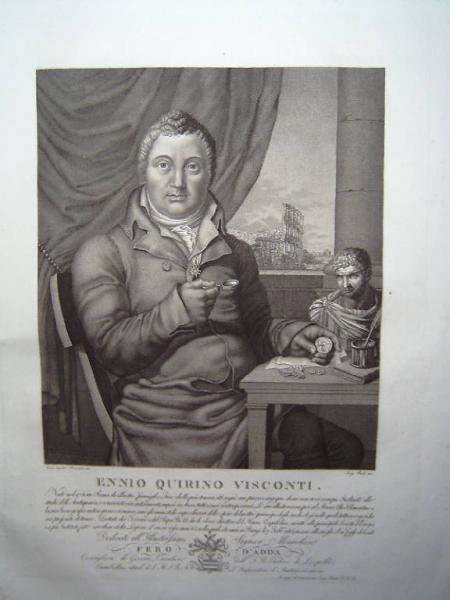
Ennio Quirino Visconti in einer Darstellung von Rados Luigi, um das Jahr 1828

Ennio Quirino Visconti (* 1. November 1751 in Rom; † 7. Februar 1818 in Paris) war ein italienischer Klassischer Archäologe und gilt als „berühmtester Archäologe seiner Zeit“.

## Biografie
Ennio Quirino Visconti war der Sohn des päpstlichen Präfekten der Altertümer Giovanni Battista Visconti (1722–1784) und Bruder von Filippo Aurelio (1754–1831) und Alessandro Visconti (1757–1853). Sein Sohn war der französische Architekt Louis Visconti.
Visconti unterstützte seinen Vater bei der Herausgabe eines Kataloges über die Sammlung des Museo Pio-Clementino. Später setzte er das Werk seines Vaters allein fort und publizierte bis 1807 die sechs folgenden Bände (II-VII) unter seinem Namen. 1783 wurde er zum Kustos der vatikanischen Bibliothek und ab 1785 zum Direktor des Kapitolinischen Museums in Rom. Während der kurzzeitigen Römischen Republik von 1798 war er Konsul. Als politischer Flüchtling kam er daraufhin 1799 nach Paris, wo er Konservator der Antiken im Louvre wurde. 1803 wurde er Professor und Mitglied der Académie des inscriptions et belles-lettres.
Visconti beschäftigte sich mit griechischer Ikonographie und römischer Skulptur. Er schrieb den ersten Band eines lange wirkenden Standardwerkes über römische Ikonographie, weitere drei Bände folgten nach seinem Tod bis 1826.

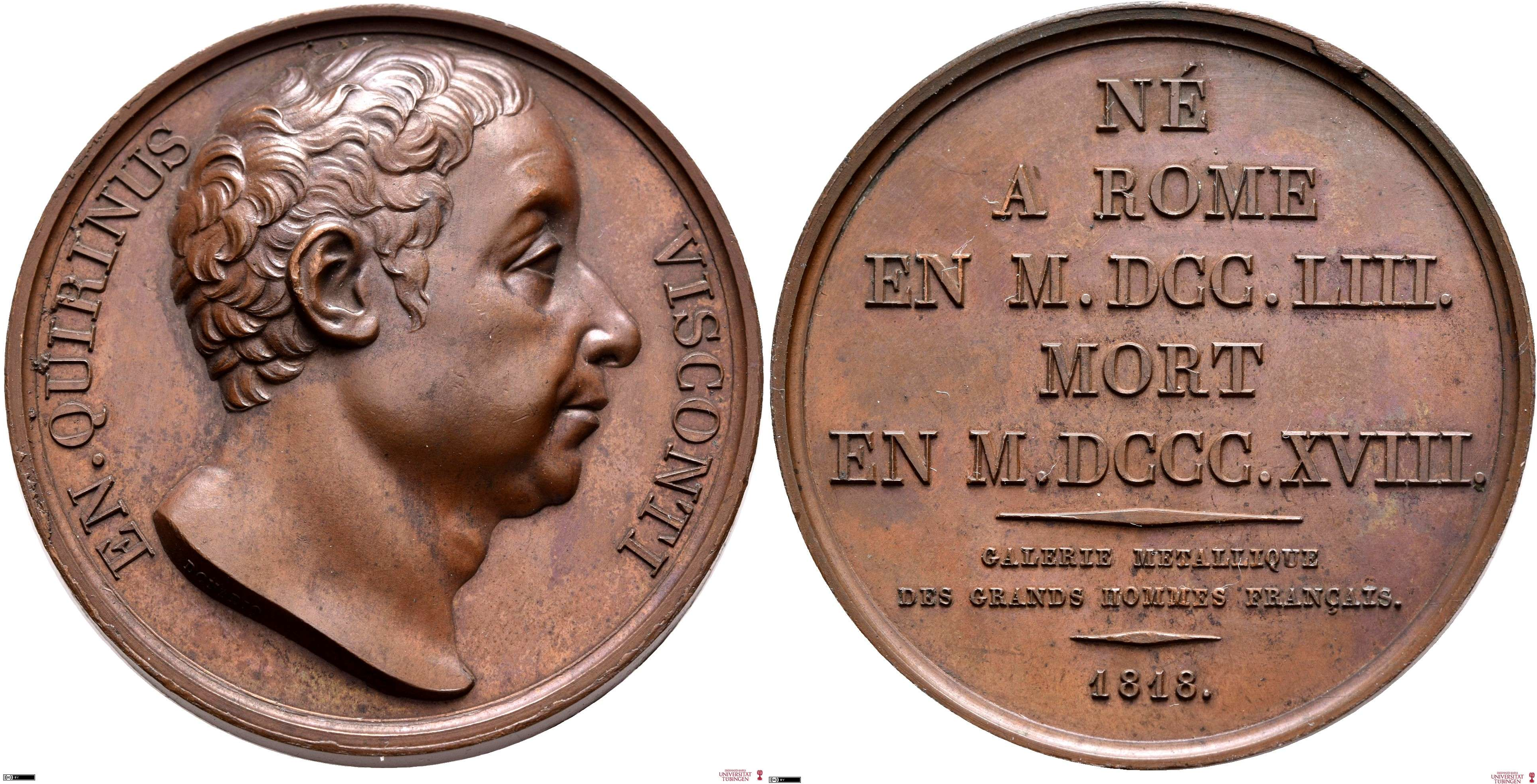
Medaille Ennio Quirino Visconti 1818

Visconti wurde 1809 zum auswärtigen Mitglied der Bayerischen Akademie der Wissenschaften, 1810 der Göttinger Akademie der Wissenschaften und 1812 der Preußischen Akademie der Wissenschaften gewählt. 1818 wurde ihm eine Medaille für die „Gallerie metallique des grands hommes français“ gewidmet. Obwohl er nur eine vergleichsweise kurze Zeit in Frankreich verbrachte und Italiener war, zeigt diese Ehrung doch seinen Stellenwert als Wissenschaftler und Persönlichkeit: man zählte ihn zu dieser Zeit zu den großen Männern Frankreichs.

## Schriften (Auswahl)
- Il Museo Pio-Clementino descritto da Giambattista Visconti e Ennio Quirino Visconti. 7 Bände, Rom 1782–1808 (Digitalisat).
- Illustrazioni de’ monumenti scelti borghesiani, 2 Bände, Rom 1821, Digitalisate Archäologisches Institut Köln Band 1, Band 2; Mailand 1837.
- Osservazioni sulla Iliade del Monti. Sansoni, Florenz 1961.
- Per le nozze Grimani-Manin. Venedig 1829.
- Iconographie ancienne, ou Recueil des portraits authentiques des empereurs, rois et hommes illustres de l'antiquité.
  - Iconographie romaine. Paris 1817. Band 1
  - Iconographie grecque ou recueil des portraits authentiques des empereurs, rois, et hommes illustres de l'antiquité, 3 Bände, Paris 1808, Band 1, Band 2/1, Band 2/2; Giegler, Mailand 1824–1826, Digitalisate UB Heidelberg
- Oeuvres de Ennius Quirinus Visconti, 2 Bände, Mailand 1818, Digitalisat UB Heidelberg